# 伯克貴族名譜
伯克貴族有限公司（英語：Burke's Peerage Limited）是一家由爱尔兰家谱学家约翰·伯克创立于1826年的英国家谱出版公司，负责出版有关大不列颠和爱尔兰贵族、男爵、骑士、地主爵位的纹章和家族史的书籍。该公司第一部作品是《英国贵族与男爵的家谱和纹章字典》，直至1847年该公司才开始每年更新新版本。每年发布的新版本名为《伯克家谱，男爵和骑士》（通称为“伯克家谱”）。
随着时间的推移，该公司陆续出版其他书籍，包括《伯克的地主爵位》、《伯克殖民地绅士》和《伯克的军械库》。除了有关英国和爱尔兰贵族的书籍外，伯克出版公司还出版关于欧洲和拉丁美洲皇室、非洲和中东统治家族、美国杰出家族以及爱尔兰历史家族的书籍。

## 历史

伯纳德伯克爵士的办公室徽章

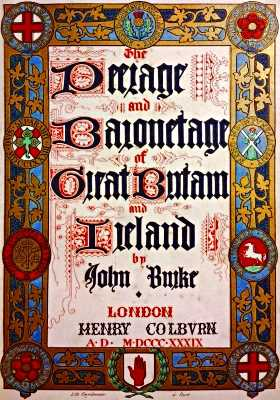
大英帝国的贵族和男爵的族谱和纹章词典，第六版1839（更广为人知的是伯克的贵族）

该公司由约翰·伯克（1786-1848年）于1826年创立，他是一个系谱学家和传令官世家的始祖。他的儿子约翰·伯纳德·伯克爵士(1814–1892年) 是阿尔斯特的纹章国王(1853–1892年)，他的孙子亨利·法纳姆·伯克爵士(1859–1930) 是加特首席纹章国王(1919–1930)。在他过世后，该公司的所有权经历了多种人手。
除了伯克家族外，编辑还包括亚瑟·查尔斯·福克斯-戴维斯 、 阿尔弗雷德·特雷戈·巴特勒 、 莱斯利·吉尔伯特·派恩 、 彼得·汤恩德以及休·蒙哥马利-马辛伯德 。
1974年至1983年，杰里米·诺曼担任公司董事长，而休·蒙哥马利-马辛伯德担任编辑。 他的同事董事包括帕特里克、利奇菲尔德勋爵和约翰·布鲁克-利特尔。在诺曼担任董事长期间，公司出版了有关皇室家族、爱尔兰家谱和不列颠群岛乡间别墅的新书。 1984 年，伯克贵族的头衔被拆分并出售：伯克贵族本身被弗雷德里克·扬·古斯塔夫·弗洛里斯 、范·帕兰德男爵收购，而伯克的地主爵位和其他头衔则被卖给了其他买家。

## 批评
1877 年，牛津大学教授爱德华·奥古斯都·弗里曼批评伯克的准确性，并表示其中包含的系谱是
纯属神话 – 如果确实神话不是太受人尊敬的名字，那么在许多情况下必须是故意发明的作品 [...并且]这些家谱通常不仅是虚假的，而且是不可能的……不仅是小说，而且恰恰是那种始于故意和私利的谎言。 
奥斯卡·王尔德在戏剧《无足轻重的女人》中写道：“你应该学习贵族身份，杰拉尔德。这是一个年轻的城市男子应该彻底了解的一本书，也是英国人最好的小说作品！” 1901 年，历史学家J·霍雷斯·朗德写到伯克的“古老寓言”和“荒诞不经的故事”。 
最近的版本经过更严格的检查和重新编写以确保准确性，尤其是在L.G.派恩(1949-1959年)，和休·马辛伯德（1971-1983 年）担任主编的时期。 派恩对许多家族声称具有古老历史的说法特别持怀疑态度，他说：“如果每个声称与征服者一起过来的人都是正确的，那么威廉一定是带着 20万武装人员登陆，而不是约1.2万人。” 

## 其他
- 哥达年鉴
- 完整的贵族
- 德布雷特的贵族和男爵爵位
- 社会登记
- 卡内特蒙丹
- 国际武器登记册

## 外部连接
- 维基共享资源上的相關多媒體資源：伯克貴族名譜
- 官方网站
- Burke's Peerage Foundation website （页面存档备份，存于）

### 网络版
- 第 1 版 – 1826 – Hathitrust （页面存档备份，存于）
- 第三版 – 1830 – Hathitrust （页面存档备份，存于）
- 第 4 版 – 1832 – 第 1 卷 – Hathitrust （页面存档备份，存于）
- 第 4 版 – 1832 – 第 2 卷 – Hathitrust （页面存档备份，存于）
- 第 4 版 – 1832 – 第 2 卷 – Google 图书
- 第 4 版 – 更正为 1833 – 第 2 卷 – Hathitrust （页面存档备份，存于）
- 第 5 版 – 1838 – Google 图书
- 第 6 版 – 1839 – Hathitrust （页面存档备份，存于）
- 第 7 版 – 1843 – 第 2 卷 – Hathitrust （页面存档备份，存于）
- 第 10 版 – 1848 – Hathitrust （页面存档备份，存于）
- 第 12 版 – 1850 – Hathitrust （页面存档备份，存于）
- 第 20 版 – 1858 – Hathitrust （页面存档备份，存于）
- 第 22 版 – 1860 – Hathitrust （页面存档备份，存于）
- 第 23 版 – 1861 – Hathitrust （页面存档备份，存于）
- 第 27 版 – 1865 – Google 图书 （页面存档备份，存于）
- 第 30 版 – 1868 – Google 图书 （页面存档备份，存于）
- 第 30 版 – 1868 – 第 1 卷 – Hathitrust （页面存档备份，存于）
- 第 30 版 – 1868 – 第 2 卷 – Hathitrust （页面存档备份，存于）
- 第 31 版 – 1869 – 第 1 卷 – Hathitrust （页面存档备份，存于）
- 第 31 版 – 1869 – 第 2 卷 – Hathitrust （页面存档备份，存于）
- 第 37 版 – 1875 – 第 2 卷 – Hathitrust （页面存档备份，存于）
- 第 40 版 – 1878 – Hathitrust （页面存档备份，存于）
- 第 48 版 – 1886 – 杜塞尔多夫大学 （页面存档备份，存于）
- 第 53 版 – 1891 – 杜塞尔多夫大学 （页面存档备份，存于）
- 第 76 版 – 1914 年（至第 1274 页） – Archive.org
- 第 77 版 – 1915 – Archive.org